# Мізяк Андріан Олексійович
Андріан Олексійович Мізяк (Мизяк) (30 серпня 1916, село Буди Харківської губернії, тепер селище Харківського району Харківської області — 1 березня 1980, місто Київ) — український радянський фахівець у галузі фізичного виховання і спорту, тренер (лижний спорт).

## Життєпис
Народився в селянській родині. З 1934 до 1939 року був студентом Українського державного інституту фізичної культури в Харкові.
Після закінчення навчання — старший викладач Українського державного інституту фізичної культури в Харкові.
З літа 1941 року — в Червоній армії, учасник німецько-радянської війни. Воював на Західному фронті. Після важкого поранення лікувався в госпіталях, керував військово-лижною підготовкою молодих воїнів, працював методистом лікувальної фізкультури у військових госпіталях.
У 1943—1944 роках — старший викладач лижного спорту Ленінградського державного інституту фізичної культури. У 1944—1950 роках — старший викладач лижного спорту, завідувач кафедри лижного спорту Київського державного інституту фізичної культури. Продовжував активно виступати в спортивних змаганнях, був неодноразовим чемпіоном Української РСР з гірсько-лижного спорту, стрибків на лижах з трампліна та лижного двоборства.
Член ВКП(б) з 1948 року.
Був одним із організаторів добровільного сільського спортивного товариства «Колгоспник України». У 1950 — травні 1957 року — голова Центральної республіканської ради добровільного сільського спортивного товариства «Колгоспник України».
У листопаді 1956 — січні 1969 року — заступник голови Комітету по фізичній культурі і спорту при Раді міністрів УРСР; заступник голови ради Союзу спортивних товариств і організацій Української РСР.
У січні 1969 — після 1973 року — 1-й заступник голови Комітету по фізичній культурі і спорту при Раді міністрів Української РСР.
Потім — персональний пенсіонер республіканського значення.
Помер 1 березня 1980 року після тривалої важкої хвороби в Києві.

## Нагороди та відзнаки
- орден Червоної Зірки
- орден Дружби народів
- два ордени «Знак Пошани»
- медалі
- Почесна грамота Президії Верховної Ради Української РСР
- Грамота Президії Верховної Ради УРСР
- Заслужений працівник культури Української РСР (1971)
- Заслужений тренер Української РСР (1963)
- Суддя всесоюзної категорії (1950)